# Llampresa de mar
La llampresa de mar (Petromyzon marinus) és un peix sense mandíbules de la família Petromyzontidae. També es coneix com a xuclador o aferratimó.

## Morfologia
- Talla: màxima de 150 cm.
- Pes: màxim de 2,3 kg.

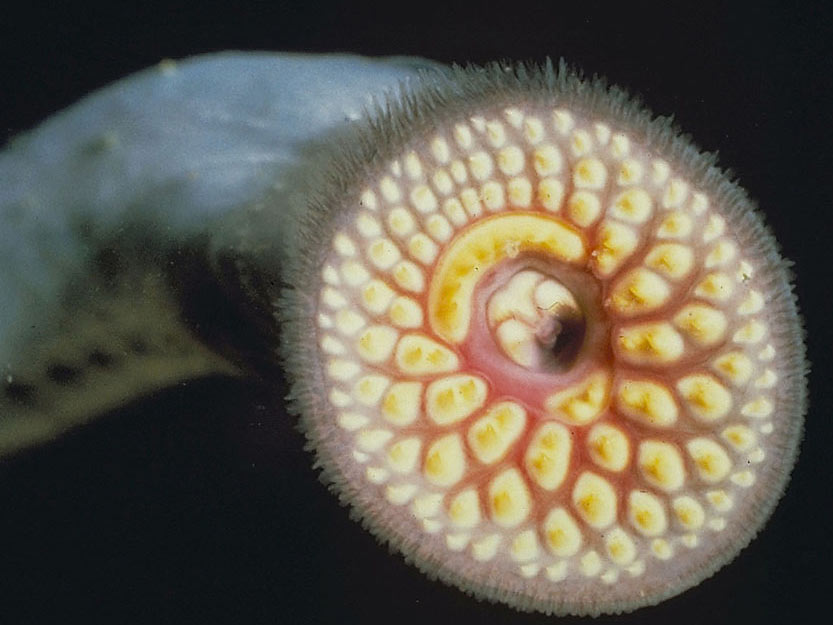
Boca de la llampresa de mar.

- Cos allargat, anguil·liforme, de secció cilíndrica a la meitat anterior i comprimida a la posterior.
- Pell nua, sense escates, però amb nombroses glàndules cutànies.
- Crani cartilaginós i, relativament, ben desenvolupat.
- Esquelet branquial també cartilaginós.
- Ulls funcionals presents.
- Obertura del sac nasohipofisari situat entre els ulls i no comunicat amb la faringe.
- Set parells d'obertures branquials externes, així com set bosses branquials.
- Boca més o menys circular, formant l'embut prebucal; dents presents en tot l'embut; placa còrnia prebucal relativament gran i amb dues puntes poc separades l'una de l'altra.
- Dues aletes dorsals, la segona més gran i en continuïtat amb les aletes caudal i anal.
- Absència d'aletes parells.
- Coloració general grisenca amb el dors marbrejat de negre als exemplars més grans, regió ventral púrpura en els mascles adults.

## Comportament
Espècie anàdroma, de característiques costaneres i mesoabissals. Els adults viuen al mar i els joves a les aigües continentals. L'entrada d'aquesta espècie als rius europeus és bastant sincrònica i es produeix entre març i juny; el període de fresa s'estén de juny a juliol.
La llampresa de mar és un peix paràsit d'altres peixos i àdhuc d'alguns mamífers marins.
Sembla que només es reprodueix una vegada i té una durada de vida de 9 a 11 anys, incloent-hi el període larval, molt llarg, que pot ésser de 6 a 8 anys.

## Distribució geogràfica

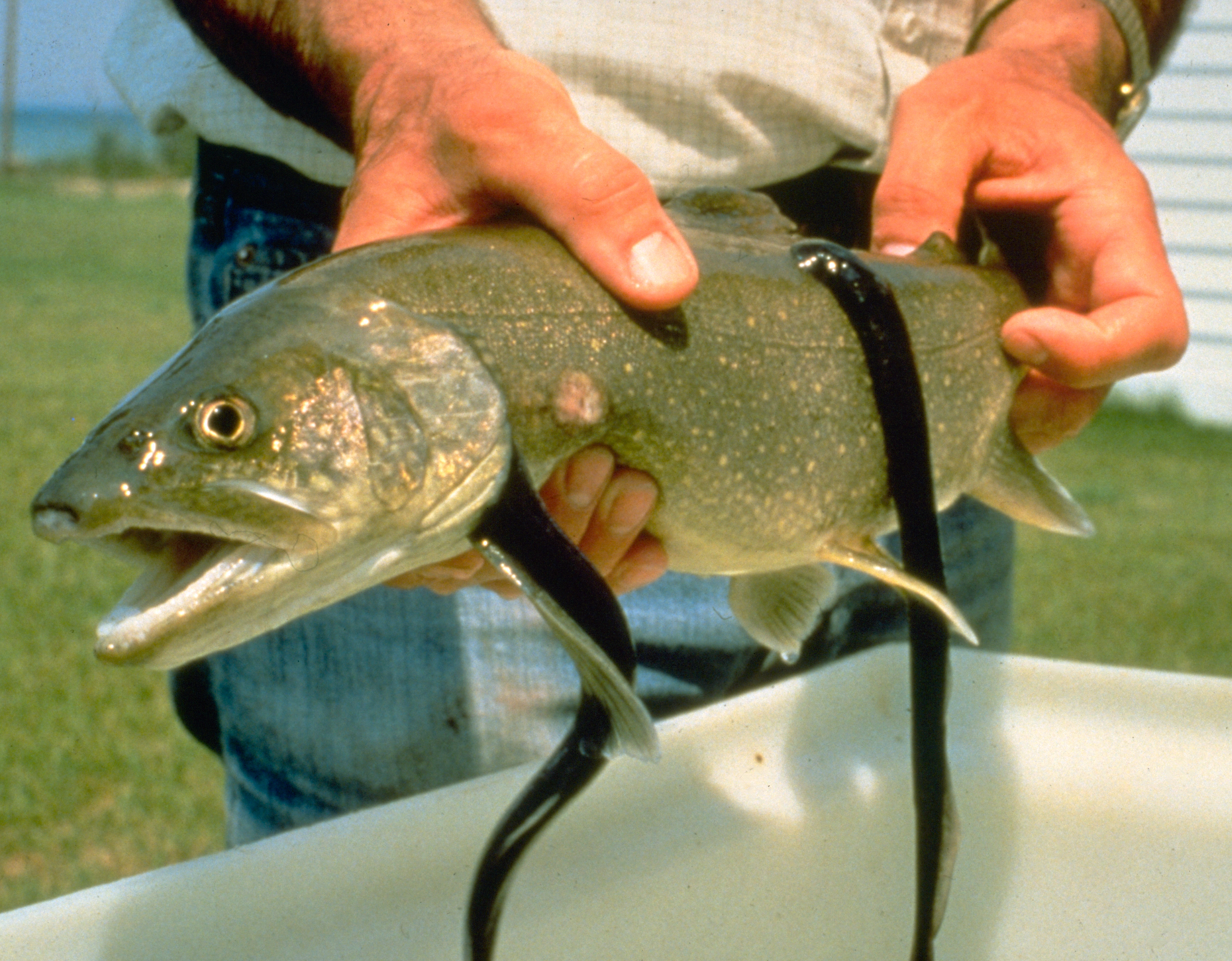
Truita de llac (Salvelinus namaycush) parasitada per llampreses de mar.

Present a l'Atlàntic Oriental des de la Mar de Barents, Noruega, Islàndia, Illes Britàniques i Portugal. També està present a la Mediterrània Occidental i part de la central i l'oriental. Absent a la mar Negra. A l'Atlàntic Occidental, des de la Península del Labrador fins a Florida i part del Golf de Mèxic.
Als Grans Llacs d'Amèrica del Nord la llampresa de mar es considera una espècie invasora. Va invadir la zona des-de principis del segle xx, entrant per alguns canals artificials, que es varen construir per facilitar la navegació. Les llampreses de mar varen proliferar a l'aigua dolça i freda dels Grans Llacs, amenaçant les poblacions de peixos locals, especialment la truita de llac (Salvelinus namaycush), de gran valor comercial.
Part de les llampreses del Llac Michigan es varen exterminar mitjançant un producte anomenat Lamprezid. Sembla que aquest verí no afectava els altres peixos eliminant les llampreses.

## Pesca
La llampresa de mar es pesca amb arts d'arrossegament, nanses i tremalls de fons. A Catalunya aquest peix està protegit per la llei.
Ocasionalment es pesca amb el cap d'un animal mort amarrat a una corda. Les llampreses s'aferren al cap i es deixen treure de l'aigua.

## Gastronomia

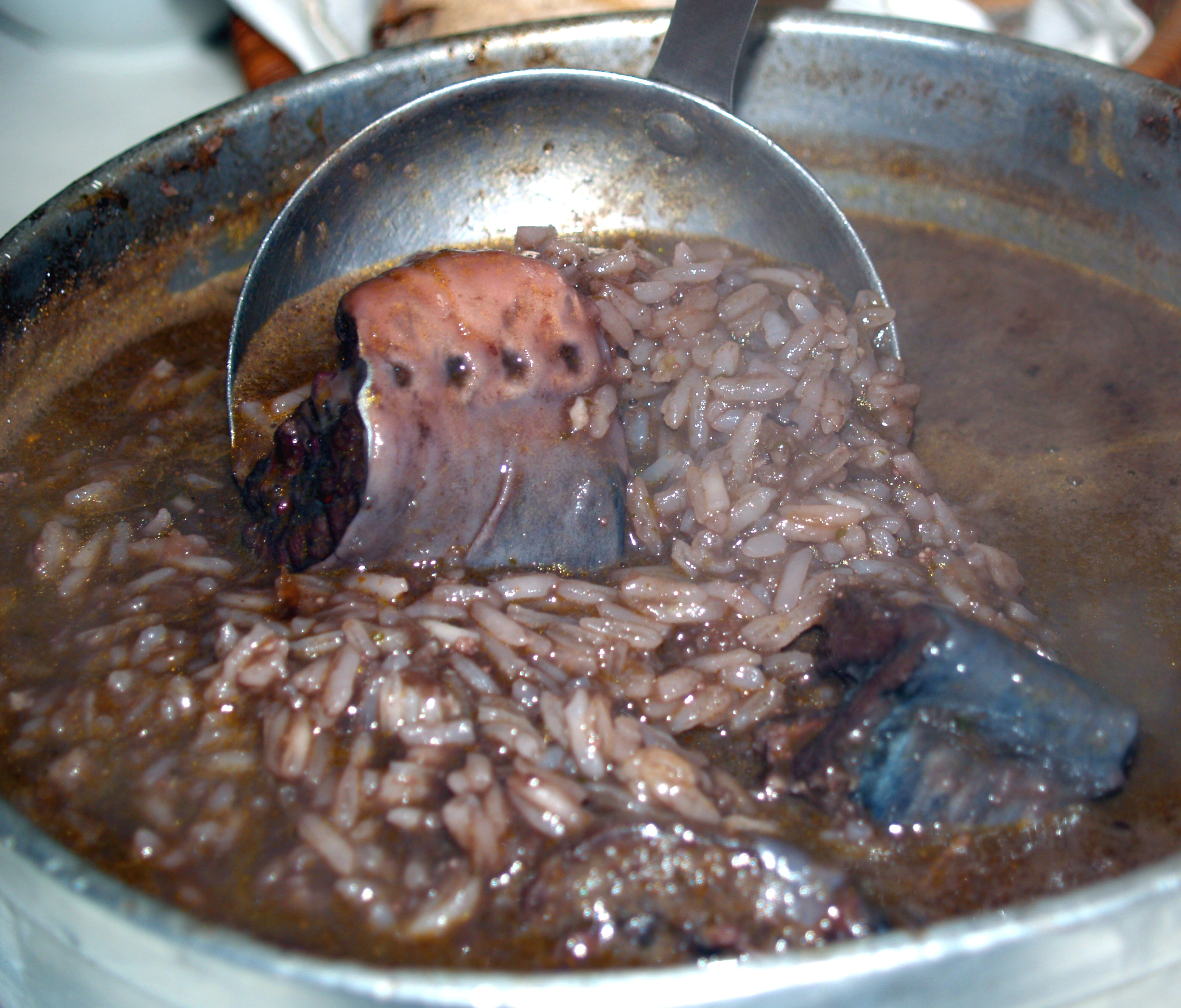
Arròs amb llampresa a la portuguesa.

És un peix gras, força apreciat en alguns països europeus, com França, el Regne Unit, Suècia, Finlàndia i els Estats bàltics, i també a Corea. A la península Ibèrica la llampresa es valora especialment a Galícia, Astúries i Portugal. En canvi, a Catalunya és un peix poc conegut que no té valor comercial.
La llampresa té un gust una mica fort i una textura viscosa característica que, encara que desagradi a alguna gent, fa que alguns gastrònoms trobin aquest peix desmesuradament exquisit. Al rei Enric I d'Anglaterra (1068 - 1135) li agradava tant aquest peix que va morir d'una indigestió de llampreses a St.Denis-le-Fermont, a prop de Rouen, Normandia.
La llampresa es considerava menjar digne de reis i bisbes a l'edat mitjana. Mainio de Mainieri deia que és bo deixar les llampreses en un bon vi per matar-les. Tot seguit es fan bullir en un altre vi fins que es consumeixi el líquid. Aquesta operació es repeteix dues vegades, afegint aigua si cal. Una vegada cuinada d'aquesta forma es pot menjar en gelatina, en pastís (lamprey pie) o lleugerament socarrimada a la brasa.
Una de les formes més apreciades de preparar aquest peix són les llampreses a la bordelesa (lamproies à la bordelaise), amb mantega, porro, vi negre i un xic d'Armagnac. Les llampreses a la bordelesa es mengen acompanyades de patata bullida i del mateix tipus de vi amb què s'han cuinat.